# 姚俊 (天順進士)
姚俊（1429年—？），字用章，浙江嘉興府秀水縣人，明朝政治人物。同進士出身。

## 生平
景泰七年（1456年）丙子科浙江鄉試第六十名。天順八年（1464年）甲申科會試第一百七十九名，殿試登進士第三甲第四十六名。

## 家族
曾祖父姚伯讓。祖父姚仲謙。父亲姚璣。